# Pernant
Pernant település Franciaországban, Aisne megyében. Lakosainak száma 683 fő (2022. január 1.). Pernant Ambleny, Fontenoy, Mercin-et-Vaux, Osly-Courtil, Pommiers és Saconin-et-Breuil községekkel határos.

## Népesség
A település népességének változása:
| Lakosok száma | 345  | 529  | 621  | 691  | 691  | 666  | 650  | 669  | 679  | 683  |
|               | 1968 | 1982 | 1990 | 2006 | 2013 | 2015 | 2017 | 2019 | 2020 | 2022 |